# Maxixe
Maxixe je grad na jugu Mozambika, u pokrajini Inhambane. Leži u zaljevu Inhambane (Baía de Inhambane), nasuprot grada Inhambanea. Komercijalni je centar regije. Status grada ima od 1972. godine. U novije vrijeme preuzima gospodarski primat od stare portugalske kolonijalne luke Inhambanea, zahvaljujući državnoj cesti br. 1. na kojoj leži i koja povezuje južni i središnji Mozambik. Između dva grada prometuje redovita trajektna linija, koja poprilično skraćuje cestovni put oko zaljeva, a također i veliki broj malih privatnih jedrenjaka.
Maxixe je 2007. imao 108.824 stanovnika (14. po veličini u državi).